# 姉小路通

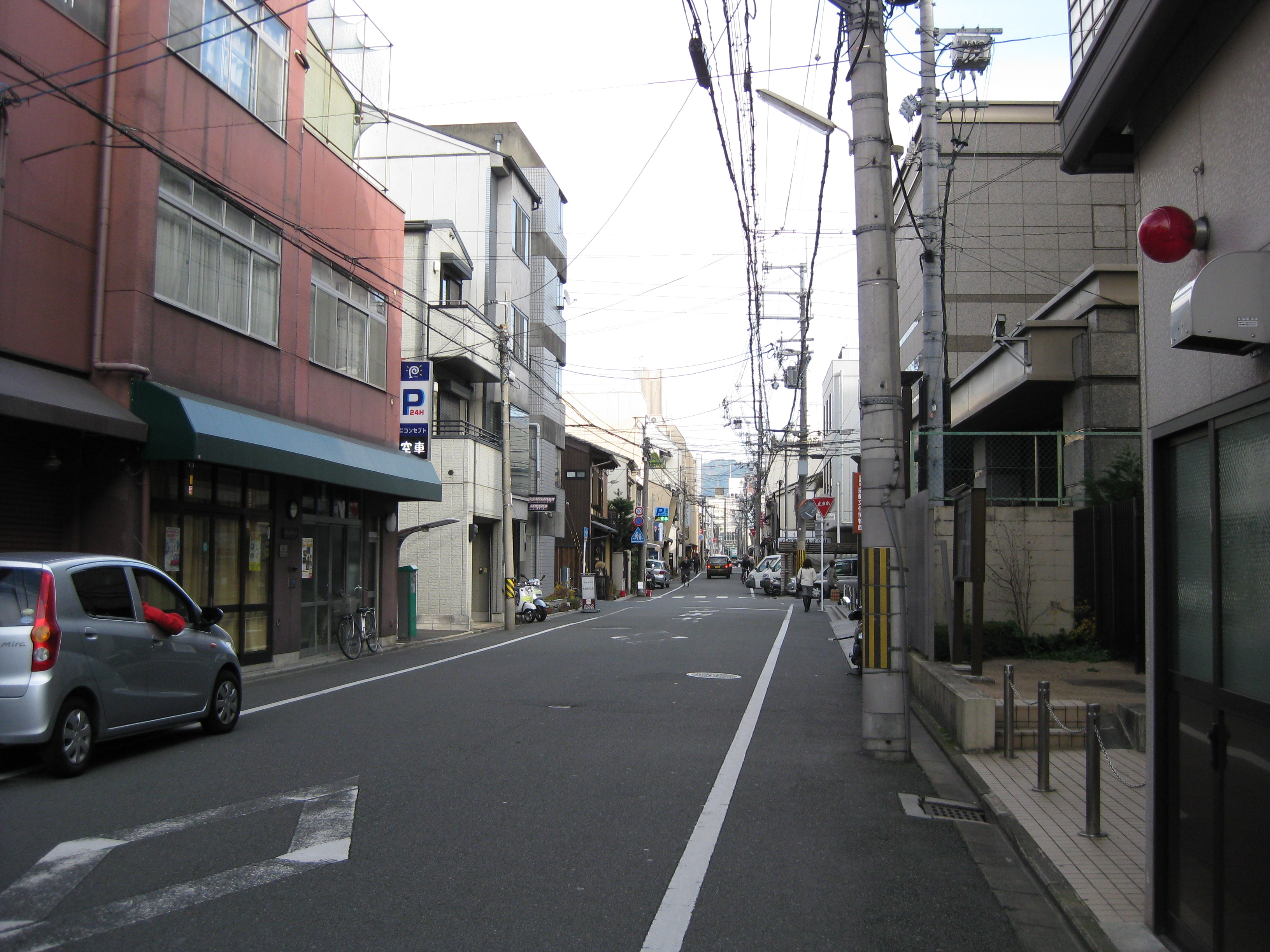
姉小路通(姉小路通間之町東入ルから東方面を望む)

姉小路通（あねや/あね こうじどおり）は京都市内の東西の通りの一つ。平安京の姉小路（あねが/あねの こうじ）に相当する。東は木屋町通から西は佐井通（春日通）まで。他の多くの通りと同様に寺町通で鍵の手に折れる。
- 姉小路界隈地区建築協定が結ばれていて、歴史的景観が保たれている。
- ガス灯が設置されている。

## 沿道の主な施設
- 京都ロイヤルホテル 河原町通
- 京都文化博物館 高倉通
- こどもパトナ 東洞院通
- 新風館 烏丸通
- 京都市中京区役所・中京保健所 堀川通
- 立命館大学本部 千本通
- 天性寺

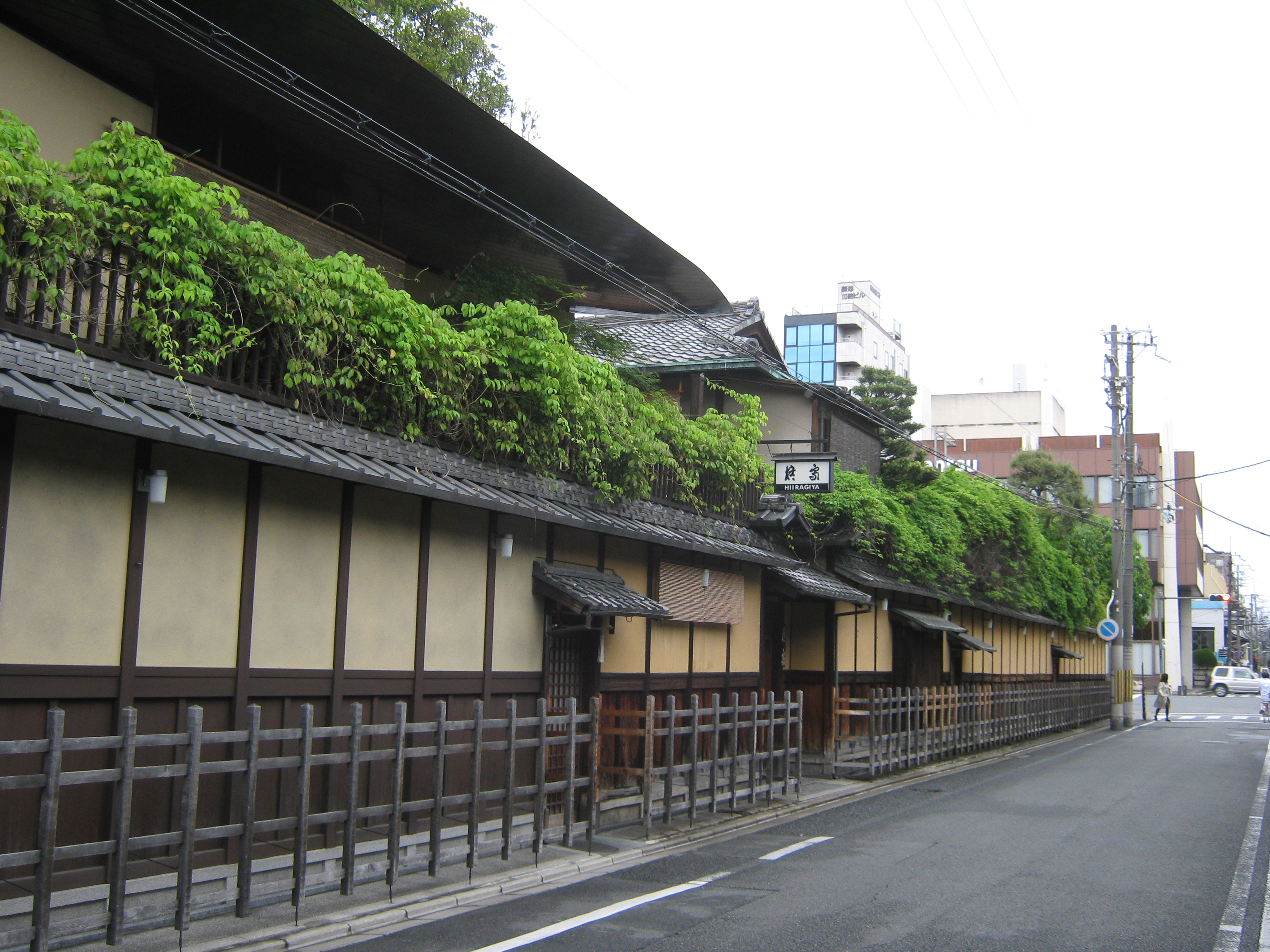
姉小路界隈地区建築協定地区
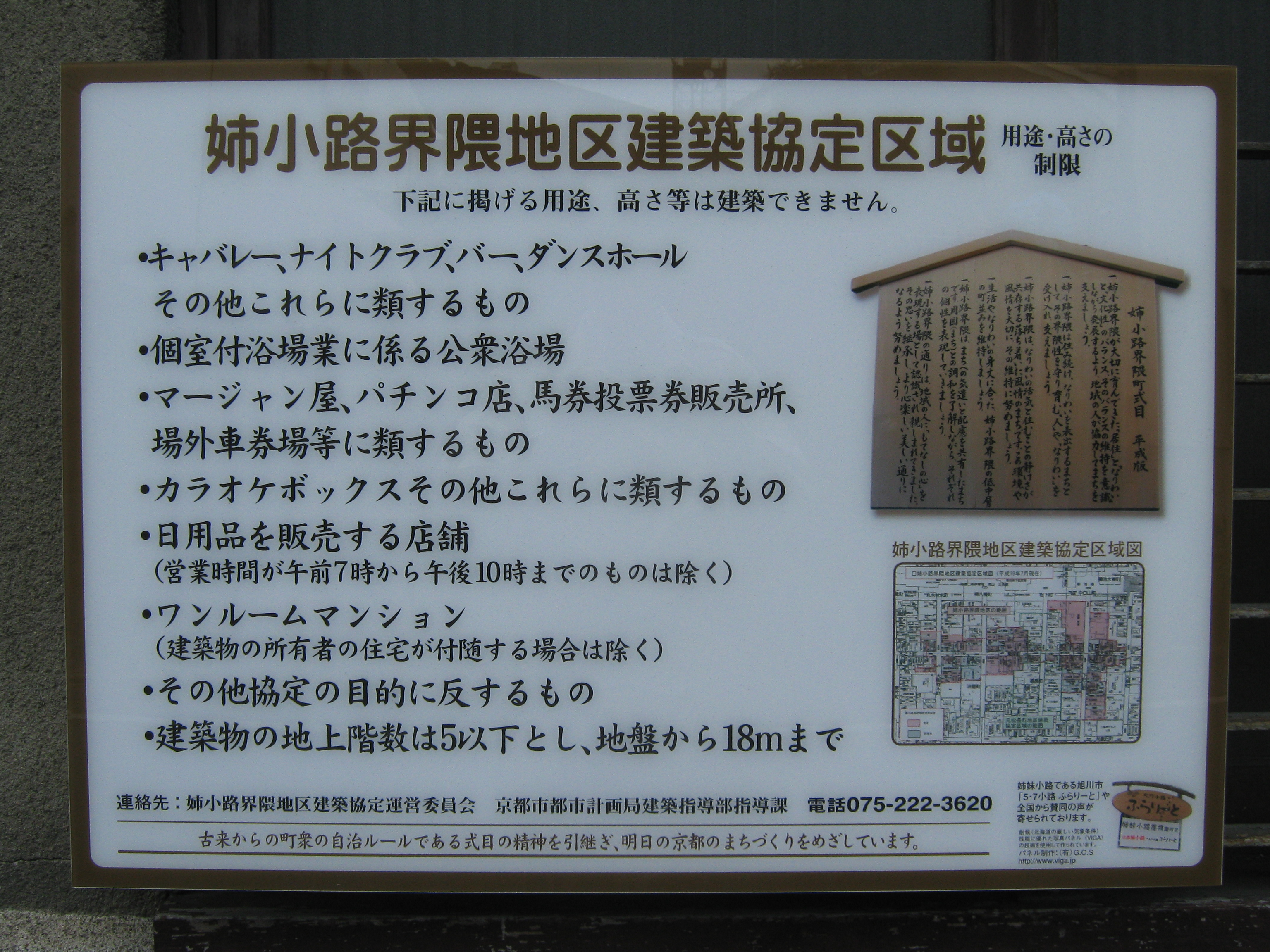
姉小路界隈地区建築協定地区の看板
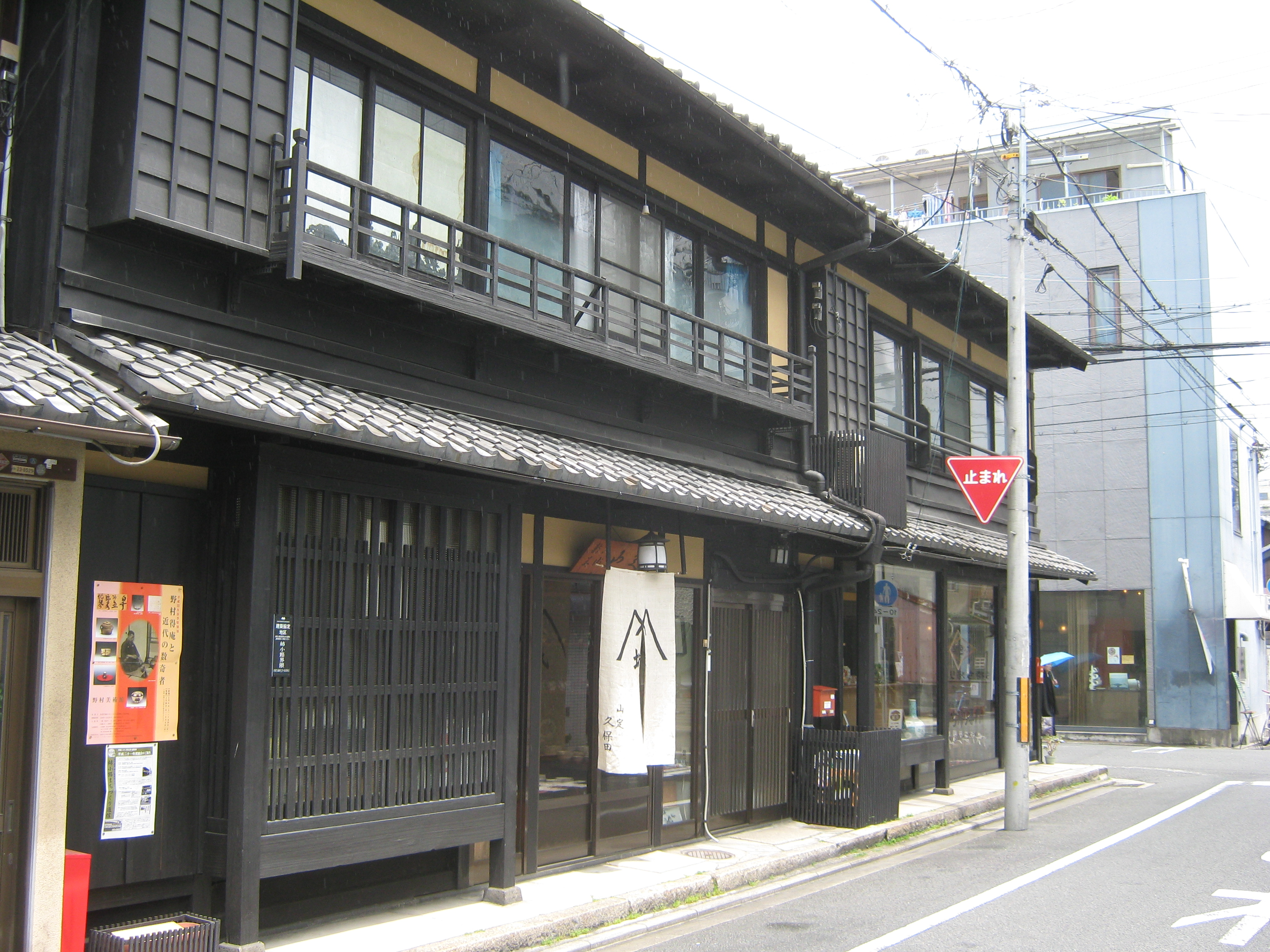
姉小路界隈地区建築協定地区
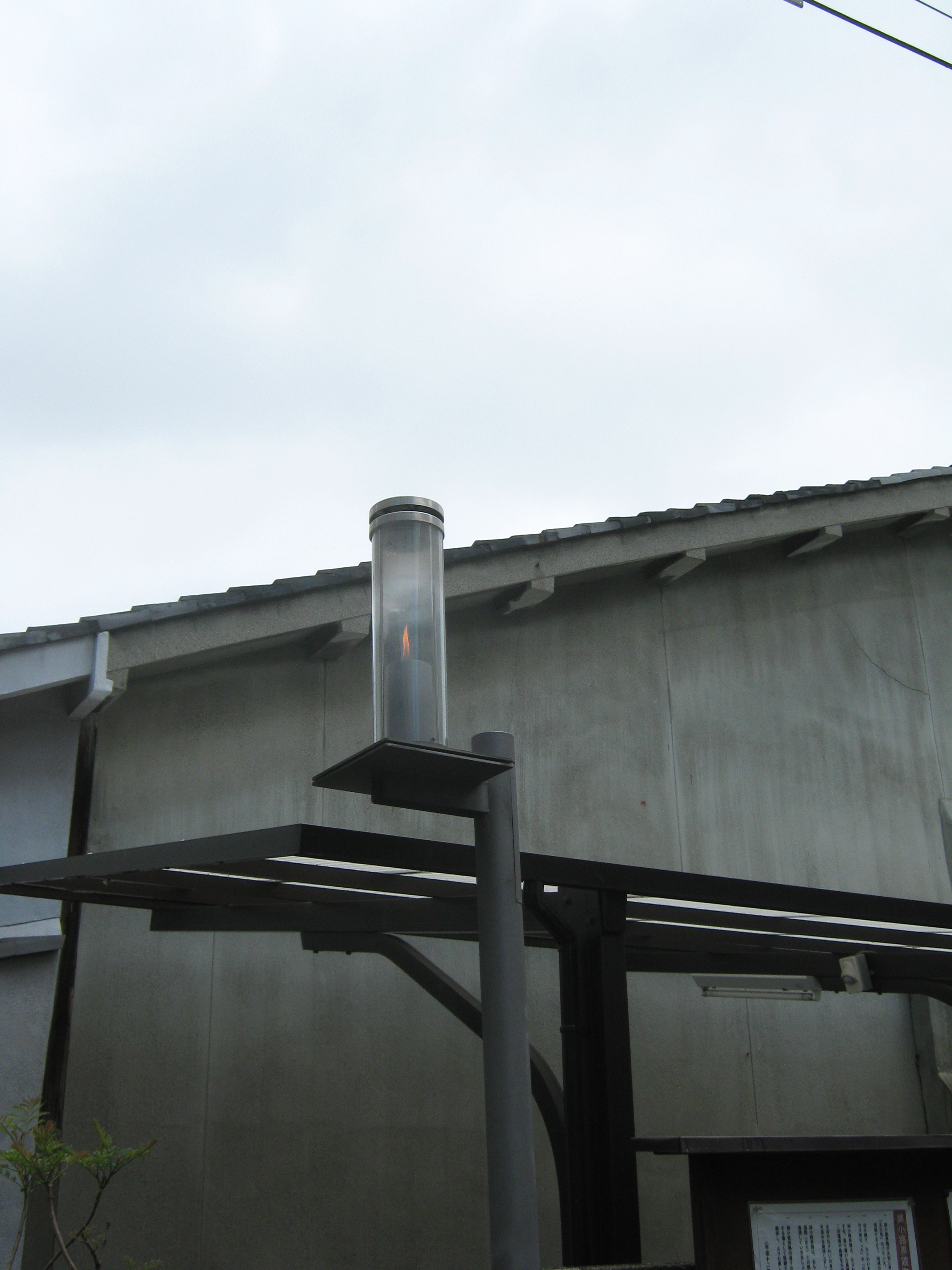
姉小路に設置されているガス灯(姉小路界隈町式目制定記念)